# All Eternals Deck
All Eternals Deck è il tredicesimo album in studio del gruppo statunitense The Mountain Goats ed è stato pubblicato dall'etichetta Merge il 29 marzo 2011.

## Tracce
1. Damn These Vampires
2. Birth of Serpents
3. Estate Sale Sign
4. Age of Kings
5. The Autopsy Garland
6. Beautiful Gas Mask
7. High Hawk Season
8. Prowl Great Cain
9. Sourdoire Valley Song
10. Outer Scorpion Squadron
11. For Charles Bronson
12. Never Quite Free
13. Liza Forever Minnelli

Tutti i brani sono stati scritti e composti da John Darnielle.

## Formazione
- John Darnielle – voce, chitarra, tastiera
- Peter Hughes – basso, seconda voce
- Jon Wurster - batteria
- Yoed Nir - violoncello
- Yuval Semo - organo
- Bob Barone - steel guitar